# 豆酘郵便局
豆酘郵便局（つつゆうびんきょく）は長崎県対馬市厳原町豆酘にある郵便局。民営化前の分類では集配普通郵便局であった。

## 概要
住所：〒817-0199 長崎県対馬市厳原町豆酘2511-3 

### 併設施設
民営化直前の集配業務再編において、多くの集配普通郵便局は統括センターとなったが、当局は配達センターとされたため、民営化後も郵便事業株式会社の支店は併設されず、郵便事業新福岡支店豆酘集配センターとなっていた。
2012年（平成24年）10月1日に、それぞれの運営会社だった郵便事業株式会社と郵便局株式会社の統合によって日本郵便株式会社が発足したことに伴い、それぞれの店舗も統合された。

## 沿革
- 1880年（明治13年）7月16日 - 下県郡に「久根田舎郵便局」（五等郵便局）として開局[1][2][3]。
- 1885年（明治18年）12月1日 - 貯金業務を開始[1]。
- 1886年（明治19年）4月26日 - 三等郵便局に昇格[1]。
- 1892年（明治25年）4月1日 - 「豆酘郵便局」に改称[1][4]。
- 1896年（明治29年）10月16日 - 為替業務を開始[1]。
- 1900年（明治33年）- 小包業務を開始。
- 1909年（明治42年）7月1日 - 「与良郵便局」に改称[1]。
- 1912年（明治45年）4月1日 - 再び「豆酘郵便局」に改称[1]。電信業務を開始。
- 2007年（平成19年）10月1日 - 民営化に伴い、併設された郵便事業新福岡支店豆酘集配センターに一部業務を移管。
- 2012年（平成24年）10月1日 - 日本郵便株式会社発足に伴い、郵便事業新福岡支店豆酘集配センターを豆酘郵便局に統合。

## 取扱内容
- 郵便、印紙、ゆうパック、内容証明
- 貯金、為替、振替、振込、国債
- 生命保険、バイク自賠責保険
- ゆうちょ銀行ATM
- 対馬市内の一部地域の集配業務

## 周辺
- 対馬市役所豆酘窓口センター
- 対馬市立豆酘小学校
- 対馬市立豆酘中学校
- 対馬南警察署豆酘警察官駐在所

## アクセス
- 自動車

長崎県道24号厳原豆酘美津島線沿線。所要時間は約30分。
- 駐車場あり：2台
- 対馬交通 「豆酘」停留所下車